# Homemade (película)
Homemade (Hecho en casa) es una película antológica filmada en 2020 durante el confinamiento ante la pandemia por coronavirus.

## Sinopsis
Hecho en casa es una antología de cortometrajes con diecisiete obras grabadas durante el confinamiento en varios países del mundo por directores de cine y actores. Ante la pandemia por coronavirus, quieren rendir homenaje a la personalidad del cine y al poder de la creatividad. Han reunido narrativas de ficción breves, íntimas, cotidianas y una amplia variedad de géneros.
La duración de los cortometrajes oscila entre los 4 y 11 minutos y se rodaron con equipos mínimos en algunos casos con un móvil o un dron y respetando las medidas de seguridad de la cuarentena como la distancia física.

## Cortometrajes

#### 1. Clichy-Montfermeil
• Dirección: Ladj Ly
Buzz, un niño encerrado en su casa, muestra la ciudad de Montfermeil con su dron durante los días de cuarentena.

#### 2. Voyage Au Bout De La Nuit
• Dirección: Paolo Sorrentino
Dos estatuillas que representan a la Reina Isabel y al Papa Francisco se encuentran en el Vaticano, dan un paseo juntos.

#### 3. The Lucky Ones
• Dirección: Rachel Morrison
Una madre le escribe una carta a su hijo invitándolo a superar la tristeza provocada por el encierro y a disfrutar de su corta edad.

#### 4. Last Call
• Dirección: Pablo Larraín
Un anciano en una residencia llama por Skype a su antiguo amor para declararle su amor por última vez antes de morir.

#### 5. Couple Splits Up While In Lockdown LOL
• Dirección: Rungano Nyoni
En un chat de WhatsApp se produce una riña entre dos novios que culmina con su reconciliación.

#### 6. Espacios
• Dirección: Natalia Beristáin
La pequeña Jacinta trata de mantenerse ocupada durante la cuarentena en casa realizando tareas de adulto.

#### 7. Casino
• Dirección: Sebastian Schipper
Un escritor repite todos los días la misma rutina, sin poder concluir nada, llegando incluso a tener alucinaciones.

#### 8. Last Message
• Dirección: Naomi Kawase
Después de descubrir cuántas personas quedan en la Tierra, un niño en Japón comienza a contemplar lo preciosa que es realmente la vida. 

#### 9. What Is Essential?
• Dirección: David Mackenzie
En Glasgow, una adolescente lleva su vida, contando sus pensamientos y sueños, preguntándose cuándo terminará la pandemia.

#### 10. Penelope
• Dirección: Maggie Gyllenhaal
Un virus misterioso ha diezmado la población mundial. Un hombre va a visitar la tumba de su esposa, Penélope.

#### 11. Mayroun and the Unicorn
Dirección: Nadine Labaki & Khaled Mouzanar
La pequeña Mayroun, encerrada en la oficina de su padre, crea un mundo imaginario con su unicornio de peluche.

#### 12. Annex
• Dirección: Antonio Campos
Una niña llamada Ada encuentra a un hombre inconsciente en la playa que es rescatado de inmediato. A partir de ese momento, sucederán en el hogar diversos eventos misteriosos y perturbadores.

#### 13.Mama’s Dumpling Recipe
• Dirección: Johnny Ma
Un hombre se entretiene cocinando para llenar el vacío causado por la distancia de su madre. 

#### 14. Crickets
• Dirección: Kristen Stewart
En medio del insomnio, una niña comienza a enloquecer al escuchar voces, encerrada en una rutina agotadora que pone a prueba su racionalidad.  

#### 15. Unexpected Gift
• Dirección: Gurinder Chadha
Una familia pasa tiempo en casa regocijándose con los regalos de la vida y reflexionando sobre las pérdidas causadas por la pandemia.

#### 16. Algoritmo
• Dirección: Sebastián Lelio
Una mujer baila y canta una canción sobre los efectos que la pandemia ha tenido en la humanidad. 

#### 17. Ride It Out
• Dirección: Ana Lily Amirpour
Una mujer anda en bicicleta por las calles vacías de Los Ángeles, tratando de exorcizar la tristeza de la cuarentena.